# Gladys Kalema-Zikusoka
Gladys Kalema-Zikusoka, född 8 januari 1970, är en ugandisk veterinär och grundare av Conservation Through Public Health, en organisation som jobbar för samexistens mellan utrotningshotade bergsgorillor, andra vilda djur, människor och boskap i Afrika. Hon var Ugandas första vilddjursveterinär och var huvudperson i BBC-dokumentären Gladys the African Vet. År 2009 tilldelades hon Whitley Gold Award för sitt naturvårdsarbete.